# Mikaël Silvestre
Mikaël Silvestre, född 9 augusti 1977 i Chambray-Les-Tours, är en fransk före detta fotbollsspelare (försvarare) som spelade för bland annat Manchester United, Arsenal och Werder Bremen.
Han började sin karriär i den franska klubben Stade Rennais FC säsongen 1995/1996. Tiden i klubben hjälpte honom att bygga upp sitt rykte, och säsongen 1997/1998 skrev han på för FC Internazionale Milano. Han spelade 18 ligamatcher för Inter, och även 6 matcher i Europaspel. Silvestre skrev på för Manchester United den 10 september 1999. 
Silvestre kan spela både som mittback och som vänsterback.
Den 20 augusti 2008 skrev Silvestre på ett ettårskontrakt för Arsenal.